# Peedu
Peedu falu Észtország északi részén, Järva megyében. Közigazgatásilag Albu községhez tartozik. Lakossága 2015. január 1-jén 58 fő volt. A település közelében ered a Tarvasjõgi folyó.

## Népesség
A település népessége az utóbbi években az alábbi módon alakult:
| Lakosok száma | 52   | 52   | 55   | 43   |
|               | 2011 | 2019 | 2020 | 2021 |